# Kasper Rogaliński
Kasper (Gasper) Rogaliński herbu Łodzia pseud.: Rogalina, (ur. pomiędzy 1725 a 1728 w Jurkowie, zm. 1788) – polski poeta, polityk, wojewoda inflancki 1778–1788, komisarz z rycerstwa Komisji Skarbowej Koronnej w 1769 roku, członek Rady Nieustającej, hrabia Świętego Cesarstwa Rzymskiego, starosta nakielski 1762–1776, starosta obornicki, starosta korsuński, wolnomularz,  asesor Kompanii Manufaktur Uprzywilejowanej w 1769 roku.

## Życiorys
Urodził się przed rokiem 1728 prawdopodobnie w Jurkowie (pow. Kościan), jako syn Antoniego, sędziego ziemskiego wschowskiego, starosty nakielskiego, i Heleny z Rogalińskich; starszy brat Józefa. Pisał się z Dzwonowa. Początkowo był starostą obornickim, od roku 1761 nakielskim, a następnie rogozińskim. W roku 1759 mianowany posłem nadzwyczajnym do Petersburga z projektem dostaw dla armii rosyjskich. 7 maja 1764 roku jako poseł województwa poznańskiego na sejm konwokacyjny podpisał manifest, uznający odbywający się w obecności wojsk rosyjskich sejm  za nielegalny. Konsyliarz konfederacji Czartoryskich w 1764 roku. Poseł województwa poznańskiego na sejm elekcyjny 1764 roku. Był elektorem Stanisława Augusta Poniatowskiego w 1764 roku z województwa poznańskiego, jako delegowany od Rzeczypospolitej podpisał jego pacta conventa. Był posłem na sejm koronacyjny 1764 roku z województwa kaliskiego.
W 1766 roku uzyskał indygenat pruski. W załączniku do depeszy z 2 października 1767 roku do prezydenta Kolegium Spraw Zagranicznych Imperium Rosyjskiego Nikity Panina, poseł rosyjski Nikołaj Repnin określił go jako posła właściwego dla realizacji rosyjskich planów na sejmie 1767 roku za którego odpowiada król, poseł powiatu toruńskiego na sejm 1767 roku. Członek konfederacji Andrzeja Mokronowskiego w 1776 roku i poseł na sejm 1776 roku. W 1775 prawem emfiteutycznym zostało mu nadane starostwo korsuńskie, które on w 1780 odstąpił królewskiemu synowcowi Stanisławowi Poniatowskiemu. Członek Departamentu Skarbowego Rady Nieustającej w 1783 roku.
Odznaczony Orderem Orła Białego, w 1767 roku odznaczony Orderem Świętego Stanisława.
Żonaty był z Anną z Gulińskich, po śmierci której ożenił się 5 października 1783 w Horożanach koło Lwowa z bardzo zamożną Konstancją z Bekierskich h. Jastrzębiec, wdową po Józefie Bielskim, kasztelanie halickim. Nagrobek Konstancji z Bekierskich znajduje się we wsi Bielawińce (obecnie w rejonie buczackim obwodu tarnopolskiego Ukrainy).

## Twórczość

### Ważniejsze mowy i utwory
1. Artykuły z wierszykami w tekście, "Monitor" 1766 nr 24, 26, 32-33, 38; niektóre przedr. "Monitor" 1779 nr 31; 1780 nr 4, 93; 1781 nr 21
2. Mowa... imieniem Stanu Rycerskiego, w zbiorze: Żal polskiej ojczyzny nad śmiercią... Władysława Aleksandra Łubieńskiego arcybiskupa gnieźnieńskiego... w... kolegiacie łowickiej w czasie aktu pogrzebowego dnia 27 lipca R. P. 1767... imieniem Najjaśniejszego Króla JMci Stanisława Augusta, całej Rzeczypospolitej  i stanu duchownego oświadczony, Łowicz 1767
3. Mowa... delegata od Komisji Rzeczypospolitej Skarbu Koronnego, na Prześwietnej Delegacji d. 17 stycznia 1774, brak miejsca wydania (1774)
4. Mowa... na sesji sejmowej dnia 17 Octobra roku 1778 przy czynieniu relacji o stanie Skarbu Koronnego miana, brak miejsca wydania (1778; dwa wydania); w czasie tegoż Sejmu ogł. także osobno mowę dat. 24 października 1778
5. Głos... dnia 21 października 1780, (Warszawa) 1780.

Twórczość poetycka Rogalińskiego nie jest właściwie znana poza: wierszykami rozproszonymi w "Monitorze" (zobacz poz. 1); fragm. wiersza ogł. przez S. Tomkowicza z teki literariów Stanisława Augusta (Z wieku Stanisława Augusta t. 2, Kraków 1882, s. 73 – bez rozwiązania autora, podpisanego pseud.: Rogalina); dwoma swawolnymi epigramatami zachowanymi w rękopisie Biblioteki PAN Kraków, sygn. 615 i odpisie L. Bernackiego (rękopis: Ossolineum, sygn. 7070/II, VII, s. 163, 165).

### Listy i materiały
1. Korespondencja z Jerzym Mniszchem, rękopisy: Biblioteka Czartoryskich, sygn. 3835–3853, (inform. W. Konopczyński)
2. Korespondencja z W. A. Łubieńskim, rękopisy: Biblioteka Uniwersytetu Warszawskiego (Acta Primitialia); niektóre listy i instrukcje z lat 1759–1760 w rękopisach Ossolineum, sygn. 353/II 32, 50
3. Do senatora wielkopolskiego z 27 sierpnia 1763, ogł. T. Żychliński: Złota księga szlachty polskiej rozdział 6, Poznań 1884, s. 291
4. Do Stanisława Augusta w zbiorach z lat: 1763–1780, 1780–1784, 1780–1786, 1780–1792, 1786–1787; rękopisy: Biblioteka Czartoryskich, sygn. 685-686, 698, 700, 729
5. Korespondencja z Antonim Barnabą Jabłonowskim wojewodą poznańskim z roku 1767 i bez daty, rękopisy: Ossolineum, sygn. 486/III 43, 562/II 27, 714/I, 1406/I; Biblioteka Akademii Nauk USRR (Archiwum Chreptowiczów, sygn. I 5989)
6. Do Ksawerego Molskiego z lat 1767–1772, rękopis: Biblioteka Kórnicka, sygn. 2113
7. Do J. Wybickiego z roku 1776
8. Do Adama Ponińskiego bez daty, rękopis (autograf): Biblioteka Jagiellońska, sygn. 6147 IV, t. 13
9. Od kanclerza rosyjskiego M. I. Woroncowa z 21 marca 1760, rękopis: Ossolineum, sygn. 353/II 54
10. Od Daniela Lassow z 7 lutego 1762 (lub 1763), rękopis: Biblioteka PAN Kraków, sygn. 1134
11. Od Voltaire’a z 20 sierpnia 1767 z Paryża, kopie w rękopisach Ossolineum, sygn. 714/I k. 38-39, 1406/II 62; przekł. angielski ogł. T. Besterman w: Voltaire's Correspondences t. 66, Genewa 1961 (nr 13487); publikacja zawiera także przekł. francuski niedatowanego listu Rogalińskiego.

Korespondencja Rogalińskiego zachowana jest także w rękopisach Hauptstaatsarchiv w Dreźnie (m.in.: loc. 3035, 3592).